# بوابة عطف

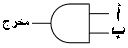
رمز البوابة معرّب

بوابة العطف أو بوابة العطف المنطقي أو بوابة و (بالإنجليزية: AND gate)‏ هي بوابة منطقية تستعمل للربط بين مدخلين أو ثلاثة أو أكثر عن طريق ما يعرف بــ عطف منطقي ولكي تكون إشارة الخرج غير الصفر يجب أن تكون المدخلات جميعها عالية (1) أما إذا كان أحدها على الأقل صفر فالنتيجة ستكون صفر وهو في ذلك يشبه عملية الضرب العادية.

رمز البوابة

## جدول الحقيقة
يبين جدول الحقيقة العلاقة بين مدخلات وخرج «بوابة و». وفيه يظهر أن الخرج يكون "1" في حالة واحدة فقط وهي أن يكون كل الدخول "1".
| الدخل | الدخل | الخرج |
| أ     | ب     | أ وب  |
| 0     | 0     | 0     |
| 0     | 1     | 0     |
| 1     | 0     | 0     |
| 1     | 1     | 1     |

## استخداماتها
تعد «بوابة و» من الضروريات الأساسية لفهم عمل الحاسوب والذاكرة ومعظم التطبيقات الإلكترونية المبرمجة مثل المشفر ENCODER وفك التشفير DECODER واداة الاقتراع MULTIPLEXER والعدادات COUNTER وغيرها الكثير.